# Habrocestum subpenicillatum
Habrocestum subpenicillatum là một loài nhện trong họ Salticidae.
Loài này thuộc chi Habrocestum. Habrocestum subpenicillatum được Lodovico di Caporiacco miêu tả năm 1941.